# Даґ Отто Леурітсен
Даґ Отто Леурітсен (норв. Dag Otto Lauritzen, 12 вересня 1956) — норвезький велогонщик.
Бронзовий призер Олімпійських Ігор 1984 року в груповій шосейній гонці.